# Puerto Rico Open 1972
Il Puerto Rico Open 1972 è stato un torneo di tennis giocato sul cemento. È stata la 2ª edizione del torneo, che fa parte del Virginia Slims Circuit 1972. Si è giocato a San Juan, in Porto Rico, dal 27 marzo al 2 aprile 1972.

## Campionesse

### Singolare
Nancy Richey ha battuto in finale  Chris Evert con il punteggio di 6–1, 6–3

### Doppio
Rosie Casals /  Billie Jean King hanno battuto in finale  Karen Krantzcke /  Judy Tegart-Dalton con il punteggio di 6–2, 6–3